# Capitán Pijama
Capitán Pijama fue el nombre artístico de Jesús Bojalil Gil (Ciudad de México, 1954 - 6 de octubre de 2014), un músico, artista y periodista musical mexicano. Fue pionero en la música electrónica en México, siendo creador en los géneros techno, rock progresivo, synth pop y kraut. Fundó los grupos de experimentación Como México no hay dos, El Escuadrón del Ritmo, Pijamas A Go-Go y Groovy People And The Love Freaks.

## Trayectoria
Jesús Bojali Gil fue hijo del compositor mexicano Chucho Martínez Gil. En su pubertad escribía cuentos de ciencia ficción. En los años 70 comenzó a experimentar musicalmente con cajas de ritmo y sintetizadores. Formó junto a Walter Schmidt, Xavier Baviera y Dr. Fanatik el grupo Como México no hay dos en 1974, nombre que hacía burla de una campaña del entonces presidente Luis Echeverría. En 1980 formó Los Pijamas A Go-Go con Guillermo "Tin Larín" Santamarina y Edmundo Apodaca. En 1982 formó con otro importante pionero de la música electrónica, Alex Eisenring, el grupo El escuadrón del ritmo. En 1989 junto a Dr. Fanatik integró Groovy People And The Love Freaks. Como periodista musical colaboró en los medios Unomásuno y La mosca en la pared.
Otros nombres artísticos de Bojalil fueron Capitán Lujuria y Capitán Jalabalú.

## Discografía

### Solista
- En el infierno no sirven ravioles
- Los detectives fosforescentes

### Con Los detectives fosforescentes
- An Intriguing Anthology (Turbinicarpus Records, 2012)